# Guillermina Yankelevich Nedvedovich
Guillermina Yankelevich Nedvedovich es investigadora emérita mexicana del Instituto de Investigaciones Biomédicas de la Universidad Nacional Autónoma de México. También es miembro de la Academia Mexicana de Ciencias. Además, fue docente en la Facultad de Medicina y por la Facultad de Ciencias de la UNAM, y formó parte del Consejo Universitario de la UNAM.

## Trayectoria
Obtuvo el grado de Licenciatura en Biología por la Facultad de Ciencias de la UNAM; la maestría en Demografía por El Colegio de México. Formó parte del Consejo Directivo de la Academia Mexicana de Ciencias en 1971. Empezó la Licenciatura en Física Teórica por la Facultad de Ciencias de la UNAM, y posteriormente fue aceptada en el Departamento de Electrónica Fisiológica del Instituto Tecnológico de Massachussets (MIT). Realizó una estancia de trabajo en el Laboratorio de Óptica Fisiológica en la Escuela de Optometría en la Universidad de Berkeley. Impartió un curso sobre Teoría General de Sistemas y Computación en la Universidad Técnica de Berlín.
En 1986 publicó su primer libro Ensayos en interciencia donde desarrolla el concepto de investigación intercientífica 
En 1993 publicó el libro Imágenes: de los primates a la inteligencia artificial. 
En 2003 participó en el ciclo de conferencias Mi vida en la ciencia llevada a cabo como parte del reconocimiento Forjadores de la Ciencia en la UNAM, donde presentó El trabajo de una vida; una vida de trabajo haciendo referencia a su amplia trayectoria en la investigación científica básica.

## Líneas de investigación
Su investigación se concentró en histología y embriología. Uno de los primeros campos de interés fue el estudio de la transmisión neuromuscular y sináptica, enfocado en los efectos anestésicos de la capsaicina. Durante su estancia en Instituto Tecnológico de Massachussets (MIT), inició sus estudios sobre la percepción visual en acocil. Incursionó en la ecología y la taxonomía cuantitativa.
Se dedicó a investigar la regulación biológica de las poblaciones, y a desarrollar métodos matemáticos para evaluar la salud. Lo anterior llevó a la investigadora a dedicarse a la geosalud. Entre sus trabajos más reconocidos están los estudios de factores de riesgo en la salud de los migrantes que emprenden rumbo a Estados Unidos destacando la malnutrición y la diabetes.

## Premios y reconocimientos
- En 2003 recibió el reconocimiento Forjadores de la Ciencia por la Universidad Nacional Autónoma de México.[13]
- En 2013 recibió un distintivo por 55 años de antigüedad en el Instituto de Investigaciones Biomédicas.[14]